# Partido do Trabalho (Países Baixos)
O Partido do Trabalho (neerlandês: Partij van de Arbeid, PvdA) é um partido político social-democrata dos Países Baixos.
Atualmente, o partido está representado por 9 assentos na Segunda Câmara do Parlamento (Tweede Kamer), 8 na Primeira Câmara (Eerste Kamer), e 6 no Parlamento Europeu. O partido está na oposição ao terceiro gabinete Rutte.

## História do Partido

### 1945-1965

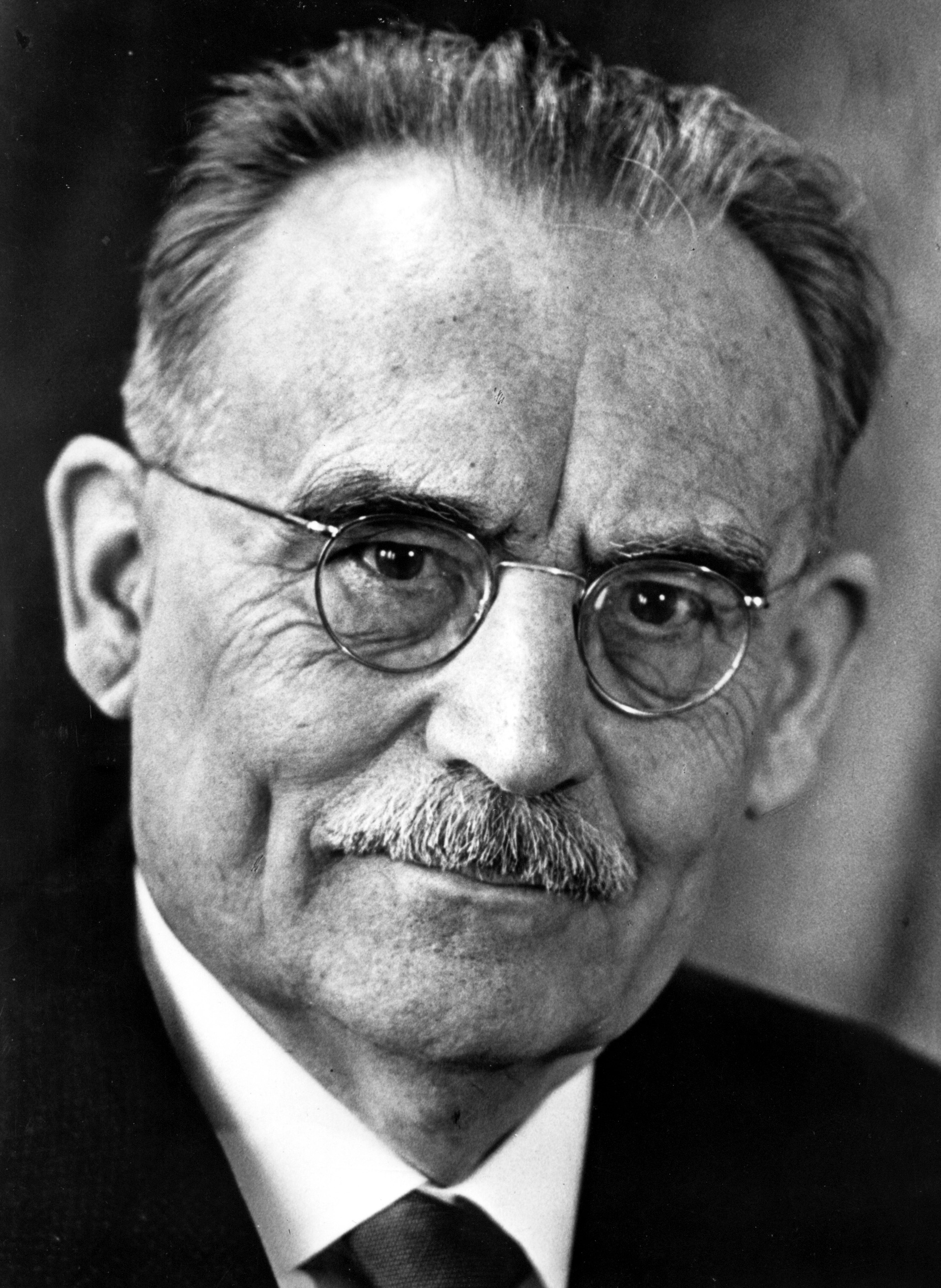
Willem Drees, co-fundador, líder do partido (1946–1958) e Primeiro-Ministro (1948–1958)

O PvdA foi fundado em 9 de fevereiro de 1946 por meio da fusão de outros três partidos políticos: o socialista SDAP, a minoria liberal de esquerda VDB, e o pequeno social-protestante CDU. Eles eram formados por católicos do grupo de resistência durante a Segunda Guerra Mundial Christofor e de membros dos partidos protestante-cristãos União Histórica Cristã (CHU) e Partido Anti-revolucionário (ARP).
Os fundadores do PvdA pretendiam criar um grande partido popular, rompendo com a tradição histórica de pilarização. O partido combinava ideais socialistas com liberais, ideias religiosas e humanistas. Porém, o partido não foi capaz de quebrar a pilarização. Ao invés disso, o novo partido renovou os estreitos vínculos que o SDAP tinha com outras organizações socialistas. Em 1948, alguns deputados liberais, liderados pelo ex-líder do VDB, Pieter Oud, deixou o PvdA porque estavam descontentes com o rumo socialista do PvdA. Juntamente com os liberais conservadores do Partij van de Vrijheid, eles formaram o partido liberal de centro-direita - Partido Popular para a Liberdade e Democracia (VVD).
Entre 1946 e 1958, o PvdA formou uma coligação de governo com o Partido Popular Católico (KVP), e combinações com o VVD, CHU e ARP. Juntos, KVP e PvdA, eram a maioria no parlamento. Desde 1948, esses gabinetes foram liderados pelo primeiro-ministro do PvdA, Willem Drees. Sob sua liderança os Países Baixos recuperados da guerra, começaram a construir seu Estado do bem-estar social, e a Indonésia tornou-se independente.
Após a crise de gabinete de 1958, o PvdA foi substituído pelo VVD. O PvdA esteve na oposição até 1965. O apoio eleitoral dos eleitores do PvdA começou a diminuir.

### 1965-1989

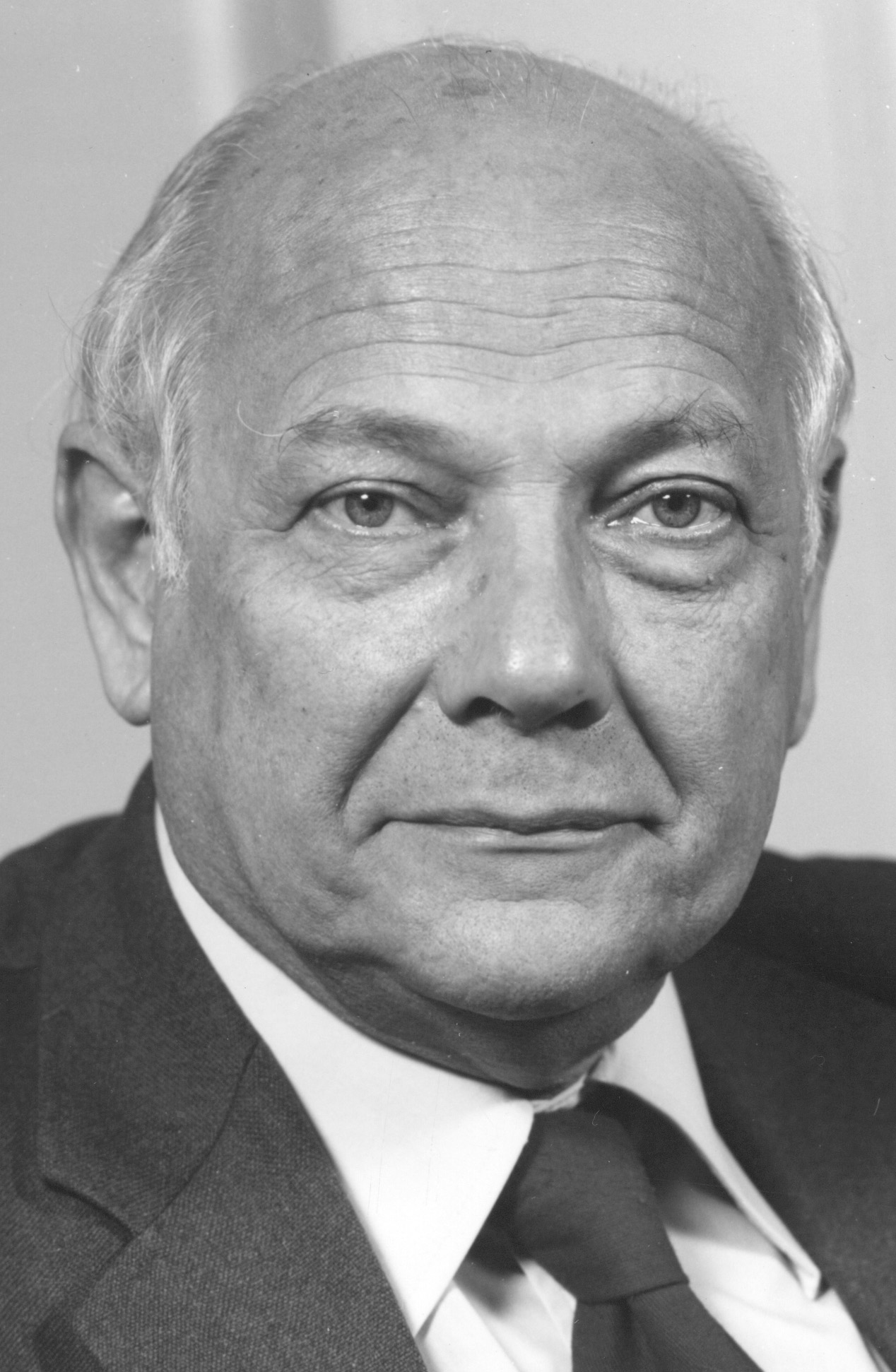
Joop den Uyl, líder do partido (1966–1986) e Primeiro-Ministro (1973–1977)

Em 1965 um conflito no KVP-ARP-CHU-VVD tornou impossível a continuidade do governo. Os três partidos confessionais voltaram-se para o PvdA. Juntos, eles formaram o gabinete Cals. Este gabinete também foi marcado por muitos conflitos e teve curta duração.  A conseqüência desses conflitos foi a queda do gabinete Cals e sua política financeira.
Entretanto, uma geração mais jovem tentou obter o controle do PvdA. Um grupo de jovens membros do PvdA, chamados de 'Nova Esquerda', mudou o partido. A Nova Esquerda queria reformar o PvdA: o partido deveria voltar-se para os novos movimentos sociais, adotando as suas estratégias anti-parlamentares e suas propostas, tais como libertação da mulher, conservação do meio ambiente e desenvolvimento do Terceiro Mundo. Alguns membros proeminentes da 'Nova Esquerda' foram: Jan Nagel, Andre van der Louw e Bram Peper. Uma de suas primeiras vitórias foi a queda do gabinete Cals. O partido no Congresso aprovou uma moção que tornou impossível para o PvdA governar com o KVP e seus aliados protestantes. Em resposta ao crescente poder do grupo da 'Nova Esquerda', um grupo de elementos mais antigos, membros do partido de centro, liderados pelo filho de Willem Drees, Willem Drees Junior fundaram a 'Nova Direita'. Em 1970, após perderam a disputa dentro do próprio partido, eles saíram e fundaram o partido Socialistas Democráticos '70 (DS70).
Sob a direção da 'Nova Esquerda', o PvdA iniciou uma estratégia de polarização, lutando por um gabinete baseado em uma progressiva maioria no parlamento. A fim de formar esse gabinete, o PvdA aliou-se à esquerda-liberal dos Democratas 66 (D66) e aos radicais cristãos do Partido Político dos Radicais (PPR). A aliança foi chamada de Acordo Progressista (PAK). Nas Eleições legislativas neerlandesas de 1971 e 1972, esses três partidos prometeram formar um gabinete com um programa comum radical após as eleições. Eles não conseguiram a maioria dos assentos no parlamento em ambas as eleições. Em 1971, eles foram mantidos fora do gabinete, e o partido dos ex-integrantes do PvdA, o DS70, tornou-se um dos parceiros do gabinete Biesheuvel.
Nas eleições de 1972, nem o PvdA e seus aliados ou o KVP e seus aliados foram capazes de conquistar a maioria. Os dois lados foram obrigados a trabalhar em conjunto. Joop den Uyl, líder do PvdA, chefiou o gabinete. O gabinete foi um gabinete extraparlamentar e era composto por membros dos três partidos progressistas e por membros do KVP e do ARP. O gabinete tentou reformar radicalmente o governo, a sociedade e a economia, mas ele se deparou com o declínio econômico e esteve envolto em conflitos pessoais e ideológicos. Sobretudo, a relação entre o primeiro-ministro den Uyl e o vice primeiro-ministro do KVP, Dries van Agt foi muito problemática. O conflito culminou pouco antes das eleições de 1977, o gabinete caiu. As eleições de 1977 foram ganhas pelo PvdA, mas os conflitos ideológicos e pessoais entre van Agt e den Uyl impediram a formação de um novo gabinete de centro-esquerda. Depois de longas conversações para a formação do gabinete, o Apelo Cristão-Democrático (CDA), uma nova formação política cristão-democrática composta pelo KVP, CHU e ARP, formou o governo com o VVD, baseado em uma maioria muito estreita. O PvdA ficou na oposição.
Nas eleições de 1981, o CDA-VVD perdeu a posição de maioria no parlamento. O CDA permaneceu sendo o maior partido, mas foi forçado a cooperar com o PvdA e o D66 (o PPR tinha deixado a aliança, depois de perder as eleições de 1977). No novo gabinete liderado por van Agt, den Uyl voltou ao gabinete, agora como vice primeiro-ministro. Os conflitos pessoais e ideológicos entre van Agt e den Uyl culminaram na queda do gabinete poucos meses depois dele ser formado. O VVD e o CDA recuperaram sua posição de maioria nas eleições de 1982 e a mantiveram nas eleições de 1986. O PvdA ficou na oposição. Durante este período, o partido começou a reforma. Em 1986, den Uyl deixou a política, nomeando o ex-dirigente sindical Wim Kok, como seu sucessor.

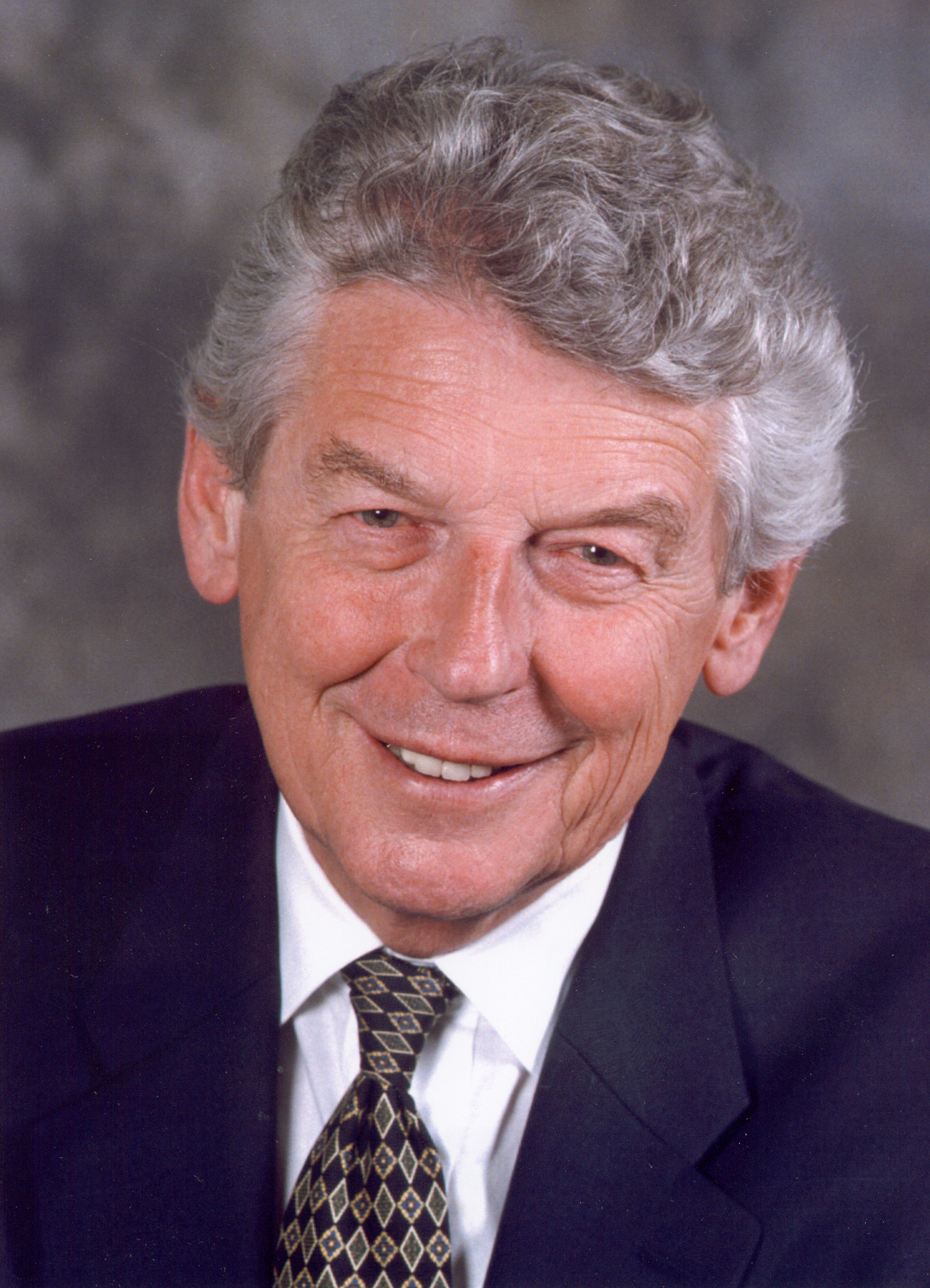
Wim Kok, líder do partido (1986–2001) e Primeiro-Ministro (1994–2002)

### 1989-2010
Depois das eleições de 1989, o PvdA voltou ao gabinete, juntamente com o CDA. Kok tornou-se vice primeiro-ministro. O PvdA aceitou as principais reformas económicas realizadas anteriormente pelo gabinete de Lubbers, incluindo a privatização de empresas públicas e a reforma do Estado do bem-estar social. Eles continuaram essas políticas neste gabinete. O gabinete enfrentou forte protesto dos sindicatos e viu grande conflito político dentro do próprio PvdA.
Nas eleições de 1994, a coligação CDA e PvdA perdeu sua maioria no parlamento. O PvdA porém, surgiu como o maior partido. Kok formou um governo, juntamente com os liberais de direita, do VVD e os da esquerda-liberal, D66. O chamado governo púrpura (derivado da combinação das cores dos liberais - azul, e social-democratas - vermelho), era politicamente novo, porque os democratas-cristãos estavam no governo desde 1918. O gabinete continuou com as reformas económicas, mas combinou isto com uma visão progressista sobre questões éticas e promessas de reforma política. Kok tornou-se um primeiro-ministro muito popular. Kok não era uma figura partidária, mas combinou com sucesso política tecnocrática com o carisma de um líder nacional. Nas eleições de 1998, o gabinete foi premiado pela sua gestão da economia. O PvdA e o VVD aumentaram o número de seus assentos no parlamento, enquanto que o D66 os viu #dc0019uzirem.
O PvdA teve muito bom desempenho nas eleições de 2002. Kok deixou a política passando a liderança do partido para Ad Melkert, a quem ele depositava esperanças de continuidade política. Porém, o crescimento político de Pim Fortuyn frustrou estas esperanças. O PvdA perdeu as eleições 2002, e a representação parlamentar do partido caiu de 45 assentos para 23. A perda foi atribuída à falta de carisma do novo líder Melkert, à notada arrogância do PvdA e à incapacidade de respostas aos novos problemas, especialmente de imigração e integração racial, levantados por Fortuyn. Melkert demitiu-se como dirigente do partido e foi substituído por Jeltje van Nieuwenhoven. O PvdA foi mantido fora do gabinete. O governo formado pelo CDA, VVD e a Lista Pim Fortuyn (LPF) caiu depois de um período muito curto.

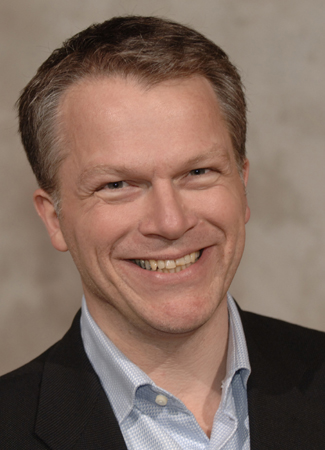
Wouter Bos, líder do partido (2002–2010) e Vice-Primeiro Ministro (2007-2010)

Enquanto isso, Wouter Bos, staatssecretaris do segundo gabinete de Wim Kok, foi eleito líder do PvdA em um referendo entre os membros do PvdA. Ele começou a democratizar a organização do partido e iniciou uma reorientação ideológica. Nas eleições de 2003, Wouter Bos conseguiu recuperar quase todos os assentos perdidos na eleição anterior, e o PvdA, mais uma vez, foi o segundo maior partido dos Países Baixos, apenas ligeiramente menor que o CDA. Conflitos pessoais e ideológicos entre Bos e o líder do CDA, Jan Peter Balkenende, impediram a formação de um gabinete CDA-PvdA. Em vez disso, o PvdA foi mantido fora do governo com a formação do gabinete constituída pelo CDA, VVD e D66, sendo este último ex-aliado do PvdA. Nas eleições municipais de 2006, a renovação realizada no PvdA foi excepcionalmente boa. O PvdA tornou-se o maior partido nacional, enquanto que os três partidos do governo perderam uma parte considerável do número de assentos nos conselhos municipais.
Era esperado que o PvdA tivesse também o mesmo bom desempenho nas eleições de 2006, mas o partido perdeu a corrida para o cargo de primeiro-ministro para o CDA após sofrer uma #dc0019ução de nove assentos no parlamento. Após desentendimentos no seio do governo sobre o papel dos Países Baixos no Afeganistão, todos os membros do governo do PvdA, demitiram-se a 20 de fevereiro de 2010, obrigando à convocação de novas eleições.

### 2010-presente
Depois de se retirar do governo, Wouter Bos anunciou que deixaria a política. Então, o então prefeito de Amsterdão, Job Cohen , assumiu seu lugar como líder do PvdA. Nas eleições de 2010, o PvdA ganhou 30 assentos, uma perda de três, e foi superado pelo VVD. Após a eleição, um governo Púrpura foi considerado - teria exigido uma quarta parte além do VVD, PvdA e D66 - mas as negociações fracassaram e o PvdA entrou na oposição.
Cohen renunciou ao cargo de líder em fevereiro de 2012. Diederik Samsom foi posteriormente eleito o líder do partido. Nas eleições gerais de 2012, o PvdA ganhou 38 assentos, um ganho de 8, desafiando as previsões iniciais de que o Partido Socialista os ultrapassaria. Após a eleição, o partido entrou numa coligação com o VVD, sob a direção de Mark Rutte, com Lodewijk Asscher, do Partido Trabalhista, como vice-primeiro-ministro.
Pesquisas de opinião sugeriram que o apoio popular ao PvdA caiu num declínio gradual nos anos após as eleições de 2012. O partido chegou a ter apenas 5% numa sondagem da Peil a 8 de maio de 2016. Nas eleições de 2017, o PvdA sofreu a maior derrota na história, recebendo apenas 5,7% dos votos e perdendo 29 dos seus 38 lugares, tendo inclusive, pela primeira vez, não ter ganho em qualquer município.

## Ideologia e propostas
O PvdA surgiu como um tradicional partido social-democrata, empenhado em construir um Estado do bem-estar social. Durante a década de 1970, ele radicalizou o seu programa e incluiu novas propostas, tais como a libertação da mulher, conservação do meio ambiente e desenvolvimento do Terceiro Mundo. Durante a década de 1990, o seu programa tornou-se mais moderado, incluindo a reforma do Estado do bem-estar social e a privatização de empresas públicas. Em 2005, o partido aprovou um novo programa de princípios, expressando uma ideologia de centro-esquerda. Suas principais propostas são: emprego, bem-estar social, e investimentos na Educação, segurança pública e Saúde.

## Comparação internacional
Internacionalmente, o PvdA é comparável a outros partidos social-democratas europeus que têm adotado a filosofia de governo da Terceira via, como o alemão SPD e a maioria de todos os partidos trabalhistas britânicos. O partido é comparável à dos liberais dentro do Partido Democrata dos Estados Unidos.

## Resultados Eleitorais

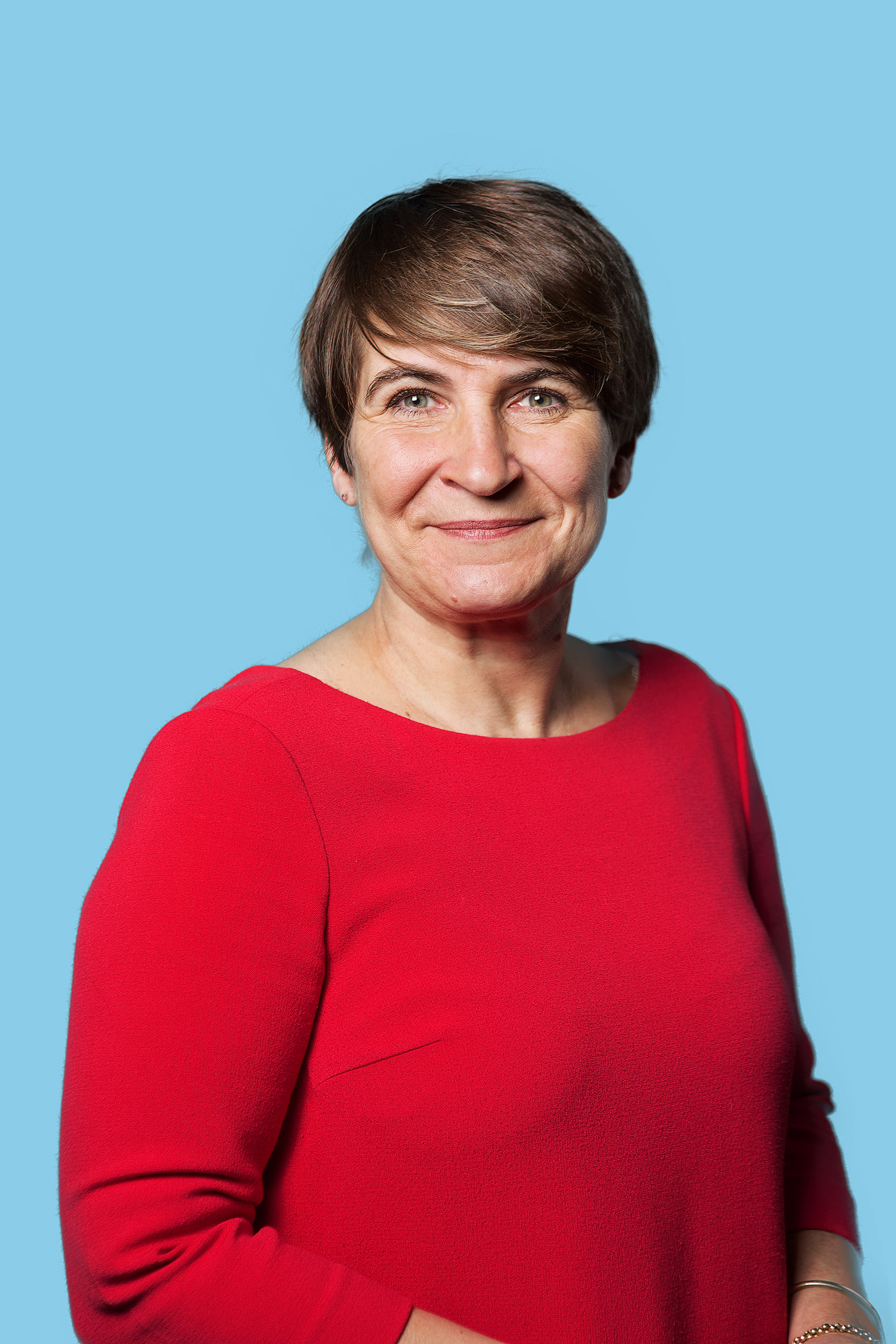
Lilianne Ploumen: atual líder do PvdA

### Eleições legislativas

#### Segunda Câmara
| Data | Líder            | CI. | Votos     | %            | +/-     | Deputados | +/-     | Status               |
| ---- | ---------------- | --- | --------- | ------------ | ------- | --------- | ------- | -------------------- |
| 1946 | Willem Drees     | 2.º | 1 347 940 | 28,3 / 100,0 |         | 29 / 100  |         | Governo              |
| 1948 | Willem Drees     | 2.º | 1 263 058 | 25,6 / 100,0 | 2,7     | 27 / 100  | 2       | Governo              |
| 1952 | Willem Drees     | 1.º | 1 545 867 | 29,0 / 100,0 | 2,4     | 30 / 100  | 3       | Governo              |
| 1956 | Willem Drees     | 1.º | 1 827 209 | 32,7 / 100,0 | 3,7     | 50 / 150  | 20      | Governo (1956-1958)  |
| 1956 | Willem Drees     | 1.º | 1 827 209 | 32,7 / 100,0 | 3,7     | 50 / 150  | 20      | Oposição (1958-1959) |
| 1959 | Jaap Burger      | 2.º | 1 821 285 | 30,4 / 100,0 | 2,3     | 48 / 150  | 2       | Oposição             |
| 1963 | Anne Vondeling   | 2.º | 1 753 084 | 28,0 / 100,0 | 2,4     | 43 / 150  | 5       | Oposição (1963-1965) |
| 1963 | Anne Vondeling   | 2.º | 1 753 084 | 28,0 / 100,0 | 2,4     | 43 / 150  | 5       | Governo (1965-1966)  |
| 1963 | Anne Vondeling   | 2.º | 1 753 084 | 28,0 / 100,0 | 2,4     | 43 / 150  | 5       | Oposição (1966-1967) |
| 1967 | Joop den Uyl     | 2.º | 1 620 112 | 23,6 / 100,0 | 4,4     | 37 / 150  | 6       | Oposição             |
| 1971 | Joop den Uyl     | 1.º | 1 554 280 | 24,6 / 100,0 | 1,0     | 39 / 150  | 2       | Oposição             |
| 1972 | Joop den Uyl     | 1.º | 2 021 454 | 27,3 / 100,0 | 2,7     | 43 / 150  | 4       | Governo              |
| 1977 | Joop den Uyl     | 1.º | 2 813 793 | 33,8 / 100,0 | 6,5     | 53 / 150  | 10      | Oposição             |
| 1981 | Joop den Uyl     | 2.º | 2 458 452 | 28,3 / 100,0 | 5,5     | 44 / 150  | 9       | Governo              |
| 1982 | Joop den Uyl     | 1.º | 2 503 517 | 30,4 / 100,0 | 2,1     | 47 / 150  | 3       | Oposição             |
| 1986 | Joop den Uyl     | 2.º | 3 051 678 | 33,3 / 100,0 | 2,9     | 52 / 150  | 5       | Oposição             |
| 1989 | Wim Kok          | 2.º | 2 835 251 | 31,9 / 100,0 | 1,4     | 49 / 150  | 3       | Governo              |
| 1994 | Wim Kok          | 1.º | 2 153 135 | 24,0 / 100,0 | 7,9     | 37 / 150  | 12      | Governo              |
| 1998 | Wim Kok          | 1.º | 2 494 555 | 29,0 / 100,0 | 5,0     | 45 / 150  | 8       | Governo              |
| 2002 | Ad Melkert       | 4.º | 1 436 023 | 15,1 / 100,0 | 13,9    | 23 / 150  | 22      | Oposição             |
| 2003 | Wouter Bos       | 2.º | 2 631 363 | 27,2 / 100,0 | 12,1    | 42 / 150  | 19      | Oposição             |
| 2006 | Wouter Bos       | 2.º | 2 085 077 | 21,2 / 100,0 | 6,0     | 33 / 150  | 9       | Governo (2006-2010)  |
| 2006 | Wouter Bos       | 2.º | 2 085 077 | 21,2 / 100,0 | 6,0     | 33 / 150  | 9       | Oposição (2010)      |
| 2010 | Job Cohen        | 2.º | 1 848 805 | 19,6 / 100,0 | 1,6     | 30 / 150  | 3       | Oposição             |
| 2012 | Diederik Samsom  | 2.º | 2 340 750 | 24,8 / 100,0 | 5,2     | 38 / 150  | 8       | Governo              |
| 2017 | Lodewijk Asscher | 7.º | 599 699   | 5,7 / 100,0  | 19,1    | 9 / 150   | 29      | Oposição             |
| 2021 | Lilianne Ploumen | 6.º | 585 227   | 5,7 / 100,0  | Estável | 9 / 150   | Estável |                      |

#### Primeira Câmara
| Data           | Líder              | Cl. | Votos  | %            | +/- | Deputados | +/-     |
| -------------- | ------------------ | --- | ------ | ------------ | --- | --------- | ------- |
| 1946           |                    | 2.º | N/A    |              |     | 14 / 50   |         |
| 1948           |                    | 2.º | N/A    |              |     | 14 / 50   | Estável |
| 1951           |                    | 2.º | N/A    |              |     | 14 / 50   | Estável |
| 1952           |                    | 2.º | N/A    |              |     | 14 / 50   | Estável |
| 1955           |                    | 2.º | N/A    |              |     | 14 / 50   | Estável |
| 1956 (junho)   |                    | 2.º | N/A    |              |     | 15 / 50   | 1       |
| 1956 (outubro) |                    | 2.º | N/A    |              |     | 22 / 75   | 7       |
| 1960           |                    | 2.º | N/A    |              |     | 23 / 75   | 1       |
| 1963           |                    | 2.º | N/A    |              |     | 25 / 75   | 2       |
| 1966           |                    | 2.º | N/A    |              |     | 22 / 75   | 3       |
| 1969           |                    | 2.º | N/A    |              |     | 20 / 75   | 2       |
| 1971           |                    | 2.º | N/A    |              |     | 18 / 75   | 2       |
| 1974           |                    | 1.º | N/A    |              |     | 21 / 75   | 3       |
| 1977           |                    | 1.º | N/A    |              |     | 25 / 75   | 4       |
| 1980           |                    | 2.º | N/A    |              |     | 26 / 75   | 1       |
| 1981           |                    | 2.º | N/A    |              |     | 28 / 75   | 2       |
| 1983           |                    | 2.º | N/A    |              |     | 17 / 75   | 11      |
| 1986           |                    | 2.º | N/A    |              |     | 17 / 75   | Estável |
| 1987           |                    | 2.º | N/A    |              |     | 26 / 75   | 9       |
| 1991           |                    | 2.º | N/A    |              |     | 16 / 75   | 10      |
| 1995           |                    | 3.º | N/A    |              |     | 14 / 75   | 2       |
| 1999           |                    | 3.º | 30 976 | 19,7 / 100,0 |     | 15 / 75   | 1       |
| 2003           | Johan Stekelenburg | 2.º | 40 613 | 25,1 / 100,0 | 5,4 | 19 / 75   | 4       |
| 2007           | Han Noten          | 3.º | 31 032 | 19,0 / 100,0 | 6,1 | 14 / 75   | 5       |
| 2011           | Marleen Barth      | 2.º | 30 078 | 18,1 / 100,0 | 0,9 | 14 / 75   | Estável |
| 2015           | Marleen Barth      | 6.º | 17 651 | 10,5 / 100,0 | 7,6 | 8 / 75    | 6       |

### Eleições europeias
| Data | Cabeça de lista  | CI. | Votos     | %            | +/-  | Deputados | +/-     |
| ---- | ---------------- | --- | --------- | ------------ | ---- | --------- | ------- |
| 1979 | Anne Vondeling   | 2.º | 1 722 240 | 30,4 / 100,0 |      | 9 / 25    |         |
| 1984 | Piet Dankert     | 1.º | 1 785 165 | 33,7 / 100,0 | 3,3  | 9 / 25    | Estável |
| 1989 | Piet Dankert     | 2.º | 1 609 408 | 30,7 / 100,0 | 3,0  | 8 / 25    | 1       |
| 1994 | Hedy d'Ancona    | 2.º | 945 843   | 22,9 / 100,0 | 7,8  | 8 / 31    | Estável |
| 1999 | Max van den Berg | 2.º | 712 929   | 20,1 / 100,0 | 2,8  | 6 / 31    | 2       |
| 2004 | Max van den Berg | 2.º | 1 124 549 | 23,6 / 100,0 | 3,5  | 7 / 27    | 1       |
| 2009 | Thijs Berman     | 3.º | 548 691   | 12,1 / 100,0 | 11,5 | 3 / 25    | 4       |
| 2014 | Paul Tang        | 6.º | 444 388   | 9,4 / 100,0  | 2,7  | 3 / 26    | Estável |
| 2019 | Frans Timmermans | 1.º | 1 045 293 | 18,9 / 100,0 | 9,5  | 6 / 26    | 1       |